# 2A28 Grom
Die 2A28 „Grom“ (russisch 2А28 «Гром», auf Deutsch: Donner) ist eine 73-Millimeter-Rohrwaffe, die auf den sowjetischen Schützenpanzern BMP-1 und BMD-1 eingesetzt wird und Geschosse der Panzerbüchse SPG-9 nutzt.

## Technik
Als Munition für die 73-Millimeter-Rohre stehen flügelstabilisierte Hohlladungsgranaten (mit Nachbeschleunigung) und Splittergeschosse (ohne Nachbeschleunigung) zur Verfügung, wie sie identisch auch von der schweren Panzerbüchse SPG-9 verschossen werden. Die Granaten können nach Vorauswahl durch eine halbautomatische Ladevorrichtung geladen werden. Die Feuerfrequenz beträgt ca. sechs Schuss pro Minute. Die effektive Reichweite beträgt 800 Meter, die maximale 1300 Meter, ungezielt 1600 Meter, nachts gezielt ebenfalls 800 Meter. Da die Waffenanlage weit hinten auf dem Fahrzeug montiert wurde, lässt sie sich zudem nur eingeschränkt nach unten schwenken.
Die 2A28 Grom erlaubt im BMP-1 gezieltes Schießen nur bei stehendem Fahrzeug. Ein Nachteil der Waffe ist zudem, dass sie nach dem Laden mit dem Ladeautomaten erneut manuell auf das Ziel gerichtet werden muss, da dieser für den Ladevorgang einen bestimmten Ladewinkel einnimmt. Der Ladevorgang geht dabei über ein Hebelsystem vonstatten. Es kann aber auch von Hand geladen werden, wobei das Rohr dann nicht in einen Ladewinkel ausgerichtet werden muss.

## Nutzerländer
Die sowjetisch/russischen Schützenpanzer BMP-1 und BMD-1 mit der Kanone 2A28 Grom wurden oder werden von weltweit über 40 Staaten genutzt. Mit der Auflösung der NVA war auch die Bundeswehr kurzzeitig im Besitz dieser Kanone. Die Kanone wird auch als Rohrwaffe am chinesischen Schützenpanzer Type 86 (WZ-501) und am iranischen Boragh sowie am namibischen geschützten Fahrzeug Wer’wolf MkII eingesetzt.